# Kretischer Stier

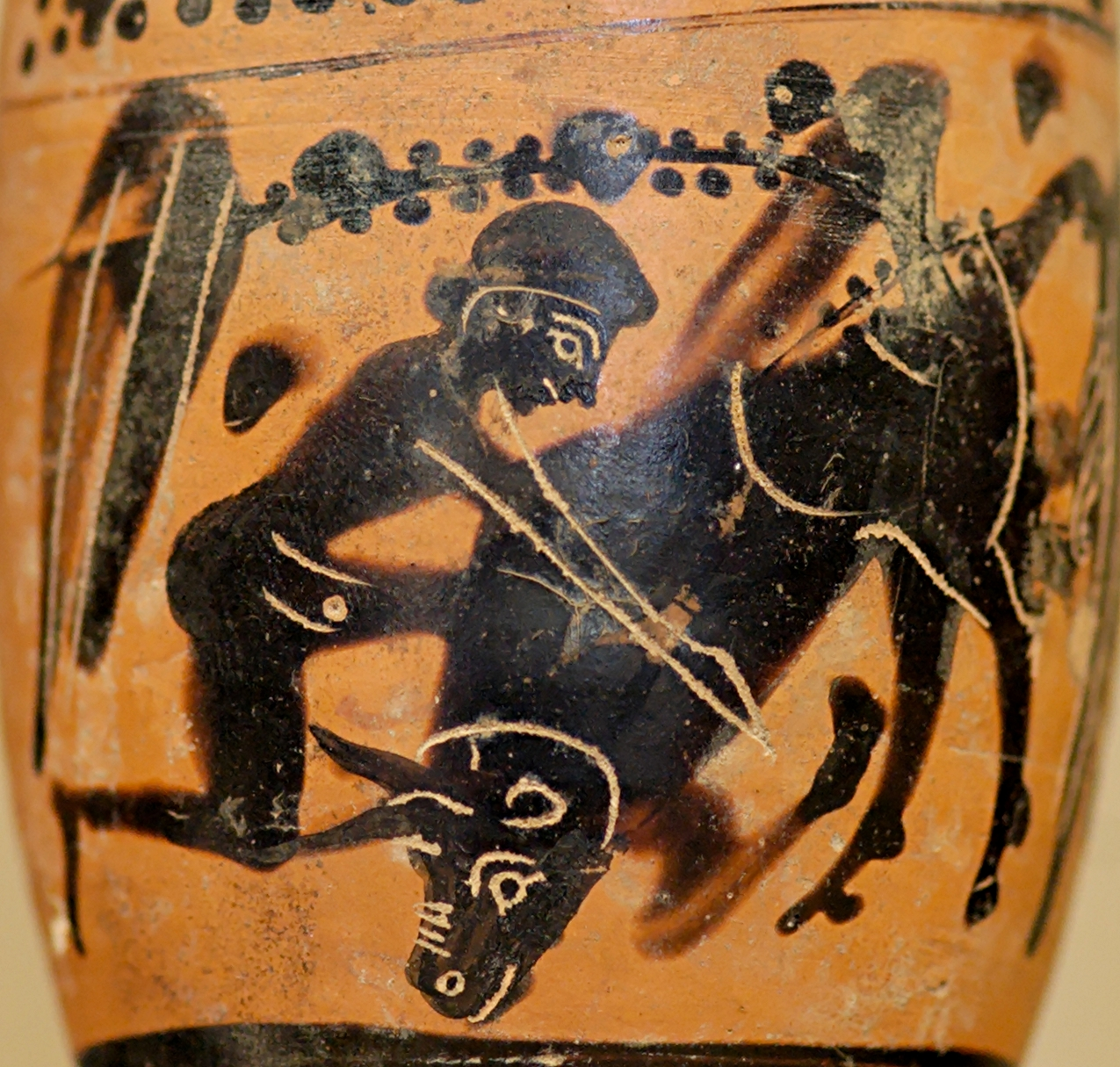
Herakles mit dem kretischen Stier, attische Vase ca. 480–470 v. Chr., Musée du Louvre, Paris

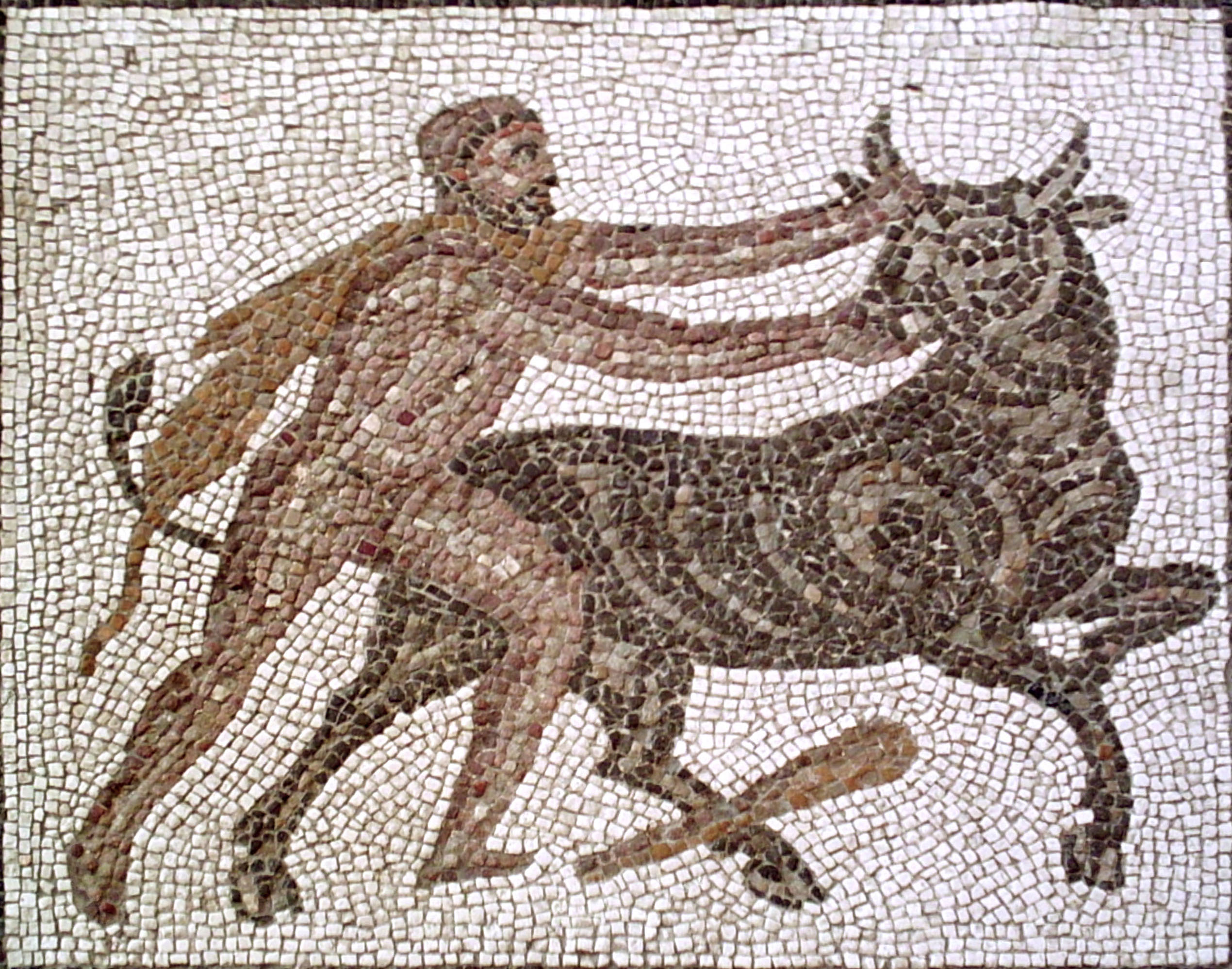
Herakles mit dem kretischen Stier; Mosaik von Llíria bei Valencia, erste Hälfte des 3. Jahrhunderts

Der kretische Stier (altgriechisch Κρὴς ταῦρος Krḕs taúros) ist eine Gestalt der griechischen Mythologie und Vater des Minotauros.

## Sage
Als König Minos einst anbot, dem Poseidon das nächste Tier zu opfern, das den Fluten des Meeres entstieg, da keines seiner Tiere für ein so hohes Opfer würdig sei, sandte ihm Poseidon einen ausnehmend stattlichen, weißen Stier. Minos jedoch, angetan von dessen Schönheit, versteckte ihn in seiner Herde, unterschlug ihn dem Gott und opferte diesem stattdessen eines seiner Tiere. Poseidon, erzürnt ob dieses Frevels, stürzte Minos’ Gemahlin Pasiphae in unsterbliche Liebe zu dem Stier. Sie gab sich diesem in einer von Daidalos entworfenen, hölzernen Kuhattrappe hin und gebar aus dieser Verbindung später den Minotauros. Zudem wurde der kretische Stier von Poseidon mit Raserei geschlagen, wodurch er große Verwüstungen auf Kreta anrichtete.
Als siebte von Eurystheus gestellte Aufgabe sollte nun Herakles den Stier bändigen und ihn dem Eurystheus bringen. Herakles zog also gegen das Tier aus, landete auf Kreta und fragte Minos, ob dieser etwas gegen die Mitnahme des Tieres einzuwenden habe. Minos verneinte für den Fall, dass Herakles mit dem Stier zurechtkomme. Herakles bändigte das Tier und brachte es, indem er auf dem Stier sitzend durchs Mittelmeer zog, zu Eurystheus nach Mykene, wo er es diesem zeigte und sogleich freiließ.
Der Stier durchirrte ganz Sparta und Arkadien, überquerte schließlich den Isthmos und gelangte nach Marathon, wo er beträchtliche Schäden anrichtete. Deshalb wurde er auch als marathonischer Stier bezeichnet. Theseus, von Aigeus gegen den Stier ausgesandt, bezwang diesen schließlich und führte ihn nach Athen, wo ihn Aigeus dem Apollon opferte. 
Manche meinen, bereits vor Theseus sei Androgeos von Aigeus gegen das Tier ausgesandt worden, jedoch sei er dem Stier unterlegen und getötet worden.

## Sternbild Stier
Mehrere frühe Hochkulturen kennen ein Sternbild Stier am Winterhimmel. Die griechische Mythologie assoziiert es mit dem kretischen Stier, teilweise aber auch mit „Taurus“, dem Widersacher des Jägers Orion. Einige Historiker treffen eine andere Zuordnung, weil es unter den 48 klassischen Konstellationen des Ptolemaios mit dem Centaurus ein zweites Stier-Sternbild gibt.
Bei den Sumerern stellte das Sternbild und der benachbarte Orion den mythologischen Himmelsstier im Kampf mit dem sagenhaften König Gilgamesch von Uruk dar, wie es um 2700 v. Chr. das Gilgamesch-Epos beschreibt.

## Möglicher Hintergrund

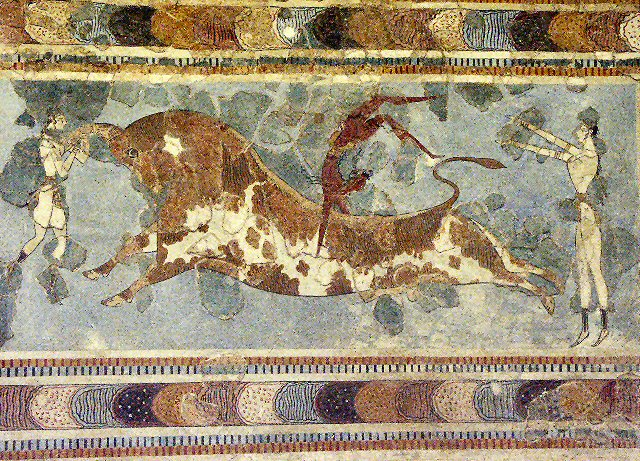
Minoische Wandmalerei mit Stierspringern aus Knossos

Der kretische Stier reflektiert wahrscheinlich die spätere Sichtweise auf den Stierkult der Minoer, der durch zahlreiche Funde, insbesondere aus Knossos, belegt ist. Hierbei wurde wahrscheinlich im Innenhof minoischer Paläste der akrobatische Stiersprung praktiziert.